# جوناتان جوليان
جوناتان جوليان هو سياسي كندي، ولد في 20 مارس 1972. نشط حزبياً في Coalition Avenir Québec ‏. وقد انتخب عضو الجمعية الوطنية في كيبك ‏ عن دائرة شارلسبورغ ‏ خلال فترته النيابية ‏ (16 أكتوبر 2018 – ).